# Ettore Di Filippo
Ettore Di Filippo (Civitella del Tronto, 17 settembre 1922 – Civitella del Tronto, 18 dicembre 2006) è stato un arcivescovo cattolico italiano.

## Biografia
Compiuti gli studi ginnasiali nel Seminario vescovile di Teramo e quelli liceali filosofici e teologici nel Pontificio Seminario Regionale "San Pio X" di Chieti, è stato ordinato presbitero il 15 luglio 1945.
Nel primo decennio di sacerdozio è stato insegnante di religione nel Liceo "Melchiorre Delfico" e nell'Istituto Tecnico "Vincenzo Comi" in Teramo, e parroco della piccola parrocchia di San Giorgio di Crognaleto. È ricordato per la grande carica d'umanità e per l'eccezionale profilo spirituale della sua missione.
È passato quindi al servizio dell'Apostolatus Maris alle dipendenze della Sacra Congregazione Concistoriale come cappellano degli emigranti, a bordo delle navi passeggeri, fino al febbraio 1965. Dall'aprile 1965 al settembre 1983 ha prestato servizio nella missione permanente della Santa Sede presso le Nazioni Unite di New York.
Ha frequentato la Scuola di Giornalismo presso l'Università Internazionale "Pro Deo" di Roma (1947-1950). Negli Stati Uniti ha studiato alla Fordham University di New York, dove ha conseguito il "Master of Arts Degree" (laurea) in Lingue Moderne (1968) ed in Teologia (1971) ed ha superato, nella stessa università, tutti gli esami per la tesi del dottorato in Storia delle Religioni.
Particolarmente versato nei problemi degli anziani, ha animato e finanziato l'Opera Pia Filippo Alessandrini, casa per anziani nel suo paese d'origine, e nel 1979 ha fondato l'organizzazione internazionale non governativa "Opera Pia International for Active Aging".

### Ministero episcopale
Il 7 aprile 1983 è stato eletto vescovo delle diocesi di Isernia e Venafro e consacrato l'11 giugno dello stesso anno nella basilica dei Santi Bonifacio e Alessio all'Aventino per le mani del cardinale Sebastiano Baggio, co-consacranti l'arcivescovo Giovanni Cheli (ufficiale per la Santa Sede presso le Nazioni Unite) e il vescovo Achille Palmerini (vescovo emerito delle diocesi di Isernia e Venafro).
Eletto all'arcidiocesi di Campobasso-Boiano il 28 ottobre 1989 vi ha prestato servizio fino al 21 novembre 1998 quando si è ritirato nella sua terra natale dividendosi tra la piccola parrocchia Santa Giusta in Forca di Valle di Isola del Gran Sasso d'Italia e l'abbazia Santa Maria in Montesanto ubicata nel comune di Civitella del Tronto.
Il 15 agosto 2001 è stato nominato rettore della medesima abbazia da monsignor Gervasio Gestori, vescovo di San Benedetto del Tronto-Ripatransone-Montalto, sotto la cui giurisdizione si trova il complesso monastico.
È morto il 18 dicembre 2006 e le sue spoglie mortali riposano nella chiesa di Montesanto.

## Genealogia episcopale e successione apostolica
La genealogia episcopale è:
- Cardinale Scipione Rebiba
- Cardinale Giulio Antonio Santori
- Cardinale Girolamo Bernerio, O.P.
- Arcivescovo Galeazzo Sanvitale
- Cardinale Ludovico Ludovisi
- Cardinale Luigi Caetani
- Cardinale Ulderico Carpegna
- Cardinale Paluzzo Paluzzi Altieri degli Albertoni
- Papa Benedetto XIII
- Papa Benedetto XIV
- Cardinale Enrico Enriquez
- Arcivescovo Manuel Quintano Bonifaz
- Cardinale Buenaventura Córdoba Espinosa de la Cerda
- Cardinale Giuseppe Maria Doria Pamphilj
- Papa Pio VIII
- Papa Pio IX
- Cardinale Alessandro Franchi
- Cardinale Giovanni Simeoni
- Cardinale Antonio Agliardi
- Cardinale Basilio Pompilj
- Cardinale Adeodato Piazza, O.C.D.
- Cardinale Sebastiano Baggio
- Arcivescovo Ettore Di Filippo

La successione apostolica è:
- Vescovo Vittorio Fusco (1995)